# Himertosoma vatondranganum
Himertosoma vatondranganum là một loài tò vò trong họ Ichneumonidae.